# Adrian Suteu
Adrian Suteu – austriacki bokser, złoty medalista  Mistrzostw Austrii 1996 w kategorii średniej, w St. Pölten, dwukrotny reprezentant Austrii na mistrzostwach Europy w roku 1996 i 1998 oraz na mistrzostwach świata w roku 1997 i 1999, dwukrotny uczestnik turnieju Acropolis Cup w roku 1997 i 1999.

## Kariera
Na przełomie marca a kwietnia 1996 reprezentował swój kraj na Mistrzostwach Europy 1996 w Vejle. W 1/8 finału Suteu przegrał z Polakiem Jackiem Bielskim, ulegając mu na punkty (7:10). W walce o miejsce na Letnie Igrzyska Olimpijskie 1996 w Atlancie przegrał po dogrywce z Irlandczykiem Francie Barrettem. W październiku 1997 rywalizował na mistrzostwach świata w Budapeszcie, rywalizując w kategorii lekkopółśredniej. W 1/16 finału pokonał na punkty (12:3) reprezentanta Norwegii Solimana Elamari, a w 1/8 finału doznał porażki z reprezentantem Francji Malikiem Chercharim.
Na Mistrzostwach Europy 1998 w Mińsku doznał porażki już w pierwszej rundzie, przegrywając z Rumunem Dorelem Simionem, któremu uległ na punkty (3:8).
W sierpniu 1999 rywalizował na Mistrzostwach Świata 1999 w Houston, rywalizując w kategorii półśredniej. Rywalizację rozpoczął od zwycięstwa w 1/16 finału nad Łotyszem Edgarsem Kārkliņšem, pokonując go na punkty (8:3). W 1/8 finału pokonał reprezentanta Argentyny Guillermo Saputo, pokonując go minimalnie na punkty (4:3). W ćwierćfinale doznał porażki z reprezentantem Kuby Juanem Hernándezem Sierrą, przegrywając z nim na punkty (2:10). Oprócz Suteu na mistrzostwach świata w 1999 reprezentował Austrię Zdravomir Dimitrijevic, który udział zakończył na 1/8 finału po porażce z Əlim İsmayılovem.